# Liese (Vorname)
Liese ist ein weiblicher Vorname.

## Herkunft und Bedeutung
Beim Namen Liese handelt es sich um ein deutsches und niederländisches Diminutiv von Elisabeth.

## Verbreitung
Der Name Liese wird in Deutschland nur selten vergeben. Im Jahr 2021 belegte der Name in den Vornamenscharts Rang 496. Dabei wählten etwa 65 % der Eltern die Schreibweise Liese, während 35 % sich für die Variante Lise entschieden.
Auch in den Niederlanden kommt der Name nur selten vor. Besonders häufig wurde er in den 2000er und frühen 2010er Jahren vergeben.

## Varianten
Der Name Lise stellt eine Variante zu Liese dar.
Für weitere Varianten: siehe Elisabeth#Varianten

## Namensträger
- Liese Fleuron (ca. 1875–1902), österreichische Theaterschauspielerin und Sängerin
- Liese Lyon (* 1973), österreichische Schauspielerin
- Liese Prokop (1941–2006), österreichische Leichtathletin und Politikerin